# Michel Yver
Pour les articles homonymes, voir Yver.
Michel Yver de La Vigne-Bernard, né le 17 septembre 1907 à Fresville (Manche) et décédé le 10 janvier 1979 à Saint-Martin-de-Bonfossé, est un agriculteur et homme politique français. 

## Biographie
Sénateur de la Manche de 1948 à sa mort, il siège au groupe Rassemblement du peuple français et des républicains indépendants puis des Républicains indépendants. Secrétaire du Sénat (1959-1965).
Il est nommé secrétaire du Conseil de la République les 7 juillet 1955, 6 octobre 1955, 4 octobre 1956 et 3 octobre 1957,,,.

## Sources
- « Nécrologie », Revue du département de la Manche, no 81,‎ 1979